# Reading Football Club Women 2020-2021
Questa voce raccoglie le informazioni riguardanti il Reading Football Club Women nelle competizioni ufficiali della stagione 2020-2021.

## Stagione
Il campionato di FA Women's Super League è stato concluso al settimo posto con 24 punti conquistati, frutto di 5 vittorie, 9 pareggi e 8 sconfitte. In FA Women's Cup la squadra è stata eliminata già al quarto turno, dopo aver perso contro il Tottenham dopo i tempi supplementari. In FA Women's League Cup la squadra non ha superato la fase a gruppi, nonostante la seconda posizione in classifica nel gruppo D; infatti, era ammessa al turno successivo solo la migliore delle seconde classificate. Al termine della stagione, il 26 aprile 2021, Fara Williams annunciò il suo ritiro dall'attività agonistica.

## Maglie e sponsor
Le tenute di gioco solo le stesse adottate dal Reading maschile.
| Casa | Trasferta |

## Rosa
| N. |                          | Ruolo | Calciatrice                |
| -- | ------------------------ | ----- | -------------------------- |
| 1  | Irlanda (bandiera)       | P     | Grace Moloney              |
| 2  | Norvegia (bandiera)      | D     | Kristine Bjørdal Leine     |
| 3  | Inghilterra (bandiera)   | D     | Emma Mitchell              |
| 4  | Inghilterra (bandiera)   | C     | Fara Williams              |
| 5  | Inghilterra (bandiera)   | D     | Molly Bartrip              |
| 6  | Galles (bandiera)        | C     | Angharad James             |
| 7  | Corea del Sud (bandiera) | A     | Jeon Ga-eul                |
| 8  | Galles (bandiera)        | C     | Jessica Fishlock           |
| 9  | Norvegia (bandiera)      | A     | Amalie Vevle Eikeland      |
| 10 | Inghilterra (bandiera)   | A     | Lauren Bruton              |
| 11 | Galles (bandiera)        | C     | Natasha Harding (capitano) |
| 14 | Inghilterra (bandiera)   | D     | Deanna Cooper              |

| N. |                          | Ruolo | Calciatrice      |
| -- | ------------------------ | ----- | ---------------- |
| 16 | Nuova Zelanda (bandiera) | P     | Erin Nayler      |
| 18 | Inghilterra (bandiera)   | A     | Danielle Carter  |
| 19 | Inghilterra (bandiera)   | A     | Brooke Chaplen   |
| 23 | Galles (bandiera)        | C     | Rachel Rowe      |
| 24 | Messico (bandiera)       | C     | Silvana Flores   |
| 28 | Galles (bandiera)        | D     | Lily Woodham     |
| 29 | Inghilterra (bandiera)   | D     | Kiera Skeels     |
| 31 | Inghilterra (bandiera)   | D     | Bethan Roberts   |
| 35 | Inghilterra (bandiera)   | C     | Sophie Quirk     |
| 36 | Inghilterra (bandiera)   | A     | Emma Harries     |
| 72 | Inghilterra (bandiera)   | P     | Rhiannon Stewart |

## Calciomercato

### Sessione estiva
| Acquisti | Acquisti         | Acquisti          | Acquisti      |
| R.       | Nome             | da                | Modalità      |
| -------- | ---------------- | ----------------- | ------------- |
| P        | Erin Nayler      | Bordeaux          | [ 5 ]         |
| D        | Deanna Cooper    | Chelsea           | [ 6 ]         |
| D        | Emma Mitchell    | Arsenal           | [ 7 ]         |
| D        | Lily Woodham     | Charlton Athletic | fine prestito |
| C        | Charlie Estcourt | Charlton Athletic | fine prestito |
| C        | Jessica Fishlock | OL Reign          | prestito      |
| A        | Maxime Bennink   | Brighton & Hove   | fine prestito |
| A        | Danielle Carter  | Arsenal           | [ 9 ]         |
| A        | Jeon Ga-eul      | Bristol City      | [ 10 ]        |

| Cessioni | Cessioni                   | Cessioni       | Cessioni |
| R.       | Nome                       | a              | Modalità |
| -------- | -------------------------- | -------------- | -------- |
| P        | Rachael Laws               | Liverpool      | [ 11 ]   |
| D        | Mayumi Pacheco             | West Ham       | [ 12 ]   |
| D        | Josanne Potter             |                | ritirata |
| D        | Sophie Howard              | Leicester City | [ 13 ]   |
| C        | Remi Allen                 | Leicester City | [ 13 ]   |
| C        | Charlie Estcourt           | London Bees    | [ 14 ]   |
| A        | Millie Farrow              | Leicester City | [ 13 ]   |
| A        | Maxime Bennick             | PEC Zwolle     | [ 15 ]   |
| A        | Lisa-Marie Karlseng Utland | Rosengård      | [ 16 ]   |

### Sessione invernale
| Acquisti | Acquisti       | Acquisti | Acquisti |
| R.       | Nome           | da       | Modalità |
| -------- | -------------- | -------- | -------- |
| A        | Silvana Flores | Chelsea  | [ 17 ]   |

| Cessioni | Cessioni         | Cessioni     | Cessioni      |
| R.       | Nome             | a            | Modalità      |
| -------- | ---------------- | ------------ | ------------- |
| D        | Kiera Skeels     | Bristol City | prestito      |
| C        | Jessica Fishlock | OL Reign     | fine prestito |
| C        | Sophie Quirk     | London Bees  | prestito      |

## Risultati

### FA Women's Super League

#### Girone di andata
| Arbitro: | Fearns |

|                                                 |           |            |
| Little 15’ Miedema 33’, 78’ Roord 40’, 63’, 81’ | Marcatori | 89’ Carter |

| Arbitro: | Heaslip |

|                                      |           |                   |
| Eikeland 24’ Bruton 40’ Williams 45’ | Marcatori | 79’ (rig.) Larsen |

| Arbitro: | Whitton |

|  |           |            |
|  | Marcatori | 26’ Bruton |

| Arbitro: | Garratt |

|  |           |            |
|  | Marcatori | 72’ Walker |

| Arbitro: | Yianni |

|             |           |           |
| Eikeland 3’ | Marcatori | 56’ Mewis |

| Arbitro: | Conley |

|             |           |             |
| Neville 25’ | Marcatori | 13’ Chaplen |

| Arbitro: | Heaslip |

|            |           |             |
| Magill 39’ | Marcatori | 42’ Harding |

| Arbitro: | Oliver |

|              |           |             |
| Williams 50’ | Marcatori | 43’ Bissell |

| Arbitro: | Conley |

|                     |           |                     |
| M.Turner 56’ (aut.) | Marcatori | 32’ Galton 83’ Ladd |

| Arbitro: | Byrne |

|                    |           |                              |
| Kaagman 21’ (rig.) | Marcatori | 17’, 44’ Fishlock 90+1’ Rowe |

| Arbitro: | Byrne |

|  |           |                                   |
|  | Marcatori | 16’, 23’, 45+2’, 53’ Kirby 86’ Ji |

#### Girone di ritorno
| Arbitro: | Benn |

|           |           |             |
| Bruton 5’ | Marcatori | 40’ Miedema |

| Arbitro: | Downie |

|                          |           |                   |
| Iwabuchi 55’ Silva 90+1’ | Marcatori | 3’ James 57’ Rowe |

| Arbitro: | Duckworth |

|  |           |                        |
|  | Marcatori | 63’ Harding 65’ Carter |

| Arbitro: | Pearson |

|          |           |              |
| Rowe 34’ | Marcatori | 77’ Sørensen |

| Arbitro: | Welch |

|                                      |           |                      |
| Wellings 24’ Purfield 58’ Salmon 79’ | Marcatori | 13’ Harries 73’ Rowe |

| Reading 14 marzo 2021, ore 12:30 UTC+0 17ª giornata | Reading    | 0 – 0 referto | Tottenham | Madejski Stadium\| Arbitro: \| Hattersley \| |
| Arbitro:                                            | Hattersley |               |           |                                              |

| Arbitro: | Pearson |

|           |           |  |
| Kelly 87’ | Marcatori |  |

| Arbitro: | Dowle |

|  |           |                                           |
|  | Marcatori | 7’ Dali 10’ Svitková 11’, 29’, 37’ Thomas |

| Arbitro: | May |

|         |           |          |
| Mace 6’ | Marcatori | 63’ Rowe |

| Arbitro: | Simms |

|                                               |           |              |
| F. Williams 36’ (rig.) Carter 43’ Harding 55’ | Marcatori | 44’, 45’ Lee |

| Arbitro: | Pearson |

|                                                 |           |  |
| Leupolz 2’ Kirby 43’, 57’ Kerr 71’ Cuthbert 75’ | Marcatori |  |

### FA Women's Cup
| Arbitro: | Benn |

|                          |           |                                     |
| F. Williams 12’ Rowe 49’ | Marcatori | 20’ Kennedy 48’ R. Williams 93’ Naz |

### FA Women's League Cup

#### Fase a gruppi
| Arbitro: | Heaslip |

|                                           |           |  |
| Carter 27’ Harding 68’, 70’ Chaplen 90+2’ | Marcatori |  |

| Arbitro: | Ajibola |

|                                     |           |  |
| Lehmann 14’ van Egmond 51’ Daly 58’ | Marcatori |  |

| Arbitro: | Atkin |

|  |           |                          |
|  | Marcatori | 28’ Harding 73’ Eikeland |

## Statistiche

### Statistiche di squadra
| Competizione            | Punti | In casa | In casa | In casa | In casa | In casa | In casa | In trasferta | In trasferta | In trasferta | In trasferta | In trasferta | In trasferta | Totale | Totale | Totale | Totale | Totale | Totale | DR  |
| Competizione            | Punti | G       | V       | N       | P       | Gf      | Gs      | G            | V            | N            | P            | Gf           | Gs           | G      | V      | N      | P      | Gf     | Gs     | DR  |
| ----------------------- | ----- | ------- | ------- | ------- | ------- | ------- | ------- | ------------ | ------------ | ------------ | ------------ | ------------ | ------------ | ------ | ------ | ------ | ------ | ------ | ------ | --- |
| FA Women's Super League | 24    | 11      | 2       | 5       | 4       | 11      | 19      | 11           | 3            | 4            | 4            | 14           | 21           | 22     | 5      | 9      | 8      | 25     | 40     | -15 |
| FA Women's Cup          | -     | 1       | 0       | 0       | 1       | 2       | 3       | 0            | 0            | 0            | 0            | 0            | 0            | 1      | 0      | 0      | 1      | 2      | 3      | -1  |
| FA Women's League Cup   | -     | 1       | 1       | 0       | 0       | 4       | 0       | 2            | 1            | 0            | 1            | 2            | 3            | 3      | 2      | 0      | 1      | 6      | 3      | +3  |
| Totale                  | -     | 13      | 3       | 5       | 5       | 17      | 22      | 13           | 4            | 4            | 5            | 16           | 24           | 26     | 7      | 9      | 10     | 33     | 46     | -13 |

### Andamento in campionato
| Giornata  | 1  | 2 | 3 | 4 | 5 | 6 | 7 | 8 | 9 | 10 | 11 | 12 | 13 | 14 | 15 | 16 | 17 | 18 | 19 | 20 | 21 | 22 |
| --------- | -- | - | - | - | - | - | - | - | - | -- | -- | -- | -- | -- | -- | -- | -- | -- | -- | -- | -- | -- |
| Luogo     | T  | C | T | C | C | T | T | C | T | T  | C  | C  | T  | T  | C  | T  | C  | T  | C  | T  | C  | T  |
| Risultato | P  | V | V | P | N | N | N | N | P | V  | P  | N  | N  | V  | N  | P  | N  | P  | P  | N  | V  | P  |
| Posizione | 12 | 7 | 6 | 6 | 6 | 6 | 7 | 6 | 6 | 6  | 6  | 6  | 6  | 6  | 6  | 7  | 7  | 7  | 7  | 7  | 6  | 7  |

Legenda:

Luogo: C = Casa; T = Trasferta. Risultato: V = Vittoria; N = Pareggio; P = Sconfitta.

### Statistiche delle giocatrici
| Giocatore        | FA Women's Super League | FA Women's Super League | FA Women's Super League | FA Women's Super League | FA Women's Cup | FA Women's Cup | FA Women's Cup | FA Women's Cup | FA Women's League Cup | FA Women's League Cup | FA Women's League Cup | FA Women's League Cup | Totale   | Totale | Totale      | Totale     |
| Giocatore        | Presenze                | Reti                    | Ammonizioni             | Espulsioni              | Presenze       | Reti           | Ammonizioni    | Espulsioni     | Presenze              | Reti                  | Ammonizioni           | Espulsioni            | Presenze | Reti   | Ammonizioni | Espulsioni |
| ---------------- | ----------------------- | ----------------------- | ----------------------- | ----------------------- | -------------- | -------------- | -------------- | -------------- | --------------------- | --------------------- | --------------------- | --------------------- | -------- | ------ | ----------- | ---------- |
| M. Bartrip       | 21                      | 0                       | 6                       | 0                       | 1              | 0              | 0              | 0              | 3                     | 0                     | 0                     | 0                     | 25       | 0      | 6           | 0          |
| K. Bjørdal Leine | 18                      | 0                       | 2                       | 0                       | 1              | 0              | 0              | 0              | 3                     | 0                     | 0                     | 0                     | 22       | 0      | 2           | 0          |
| L. Bruton        | 15                      | 3                       | 2                       | 0                       | -              | -              | -              | -              | 3                     | 0                     | 0                     | 0                     | 18       | 3      | 2           | 0          |
| D. Carter        | 21                      | 3                       | 1                       | 0                       | 1              | 0              | 0              | 0              | 3                     | 1                     | 0                     | 0                     | 25       | 4      | 1           | 0          |
| B. Chaplen       | 8                       | 1                       | 0                       | 0                       | -              | -              | -              | -              | 3                     | 1                     | 0                     | 0                     | 11       | 2      | 0           | 0          |
| D. Cooper        | 21                      | 0                       | 3                       | 0                       | 1              | 0              | 0              | 0              | 3                     | 0                     | 0                     | 0                     | 25       | 0      | 3           | 0          |
| A. Eikeland      | 22                      | 2                       | 1                       | 0                       | 1              | 0              | 0              | 0              | 3                     | 1                     | 0                     | 0                     | 26       | 3      | 1           | 0          |
| J. Fishlock      | 19                      | 2                       | 2                       | 0                       | -              | -              | -              | -              | 3                     | 0                     | 1                     | 0                     | 22       | 2      | 3           | 0          |
| S. Flores        | 0                       | 0                       | 0                       | 0                       | 0              | 0              | 0              | 0              | -                     | -                     | -                     | -                     | 0        | 0      | 0           | 0          |
| N. Harding       | 22                      | 3                       | 4                       | 0                       | 1              | 0              | 0              | 0              | 3                     | 3                     | 0                     | 0                     | 26       | 6      | 4           | 0          |
| E. Harris        | 16                      | 1                       | 0                       | 0                       | 1              | 0              | 0              | 0              | 3                     | 0                     | 0                     | 0                     | 20       | 1      | 0           | 0          |
| A. James         | 19                      | 1                       | 0                       | 0                       | 1              | 0              | 0              | 0              | 3                     | 0                     | 0                     | 0                     | 23       | 1      | 0           | 0          |
| G. Jeon          | 4                       | 0                       | 0                       | 0                       | 1              | 0              | 0              | 0              | 1                     | 0                     | 0                     | 0                     | 6        | 0      | 0           | 0          |
| E. Mitchell      | 14                      | 0                       | 2                       | 0                       | -              | -              | -              | -              | 3                     | 0                     | 0                     | 0                     | 17       | 0      | 2           | 0          |
| G. Moloney       | 22                      | -40                     | 1                       | 0                       | 1              | -3             | 0              | 0              | 2                     | 0                     | 0                     | 0                     | 25       | -43    | 1           | 0          |
| E. Nayler        | 0                       | 0                       | 0                       | 0                       | 0              | 0              | 0              | 0              | 1                     | -3                    | 0                     | 0                     | 1        | -3     | 0           | 0          |
| S. Quirk         | 0                       | 0                       | 0                       | 0                       | -              | -              | -              | -              | 0                     | 0                     | 0                     | 0                     | 0        | 0      | 0           | 0          |
| B. Roberts       | 6                       | 0                       | 0                       | 0                       | 1              | 0              | 0              | 0              | -                     | -                     | -                     | -                     | 7        | 0      | 0           | 0          |
| R. Rowe          | 19                      | 5                       | 2                       | 0                       | 1              | 1              | 1              | 0              | 3                     | 0                     | 0                     | 0                     | 23       | 6      | 3           | 0          |
| K. Skeels        | 0                       | 0                       | 0                       | 0                       | -              | -              | -              | -              | 0                     | 0                     | 0                     | 0                     | 0        | 0      | 0           | 0          |
| R. Stewart       | 0                       | 0                       | 0                       | 0                       | -              | -              | -              | -              | -                     | -                     | -                     | -                     | 0        | 0      | 0           | 0          |
| F. Williams      | 17                      | 3                       | 2                       | 0                       | 1              | 1              | 0              | 0              | 0                     | 0                     | 0                     | 0                     | 18       | 4      | 2           | 0          |
| L. Woodham       | 12                      | 0                       | 1                       | 0                       | 1              | 0              | 0              | 0              | 2                     | 0                     | 0                     | 0                     | 15       | 0      | 1           | 0          |